# Ниязымбетов, Болат Кенесбекович
Ниязымбе́тов Бола́т Кенесбе́кович (каз. Ниязымбетов Болат Кеңесбекұлы; р. 19 сентября 1972) — Заслуженный мастер спорта Республики Казахстан по боксу, бронзовый призёр Олимпийских игр 1996 года.

## Биография
Болат Ниязымбетов родился в Джамбуле в 1972 году. Участник и призёр многих международных турниров. Бронзовый призёр Олимпиады 1996 года в Атланте.
В начале 2000-х годов работал в полиции г. Алматы
Болат Ниязымбетов женат, его супругу зовут Сандугаш. У пары четверо детей. В июле 2001 года Болат стал отцом, у него родилась дочка Аяулым, в 2006 дочка Дария, а в 2009 сын Бейбарыс. Четвёртый сын родился в 2014, пара решила назвать его Бекарыс.
Младший брат Азамат Ниязымбетов — известный казахстанский футболист, тренер и функционер.